# Michael Jackson: The Ultimate Collection
A Michael Jackson: The Ultimate Collection című box set Michael Jackson amerikai énekes limitált kiadású box set-je, amely CD és DVD formátumban is megjelent. Több, mint 1 millió példányt adtak el belőle, a DVD Live in Bucharest: The Dangerous Tour című bukaresti koncerten készült DVD-vel egy időben jelent meg, amely később, 2005-ben önálló kiadásban is megjelent.

## Az albumról
A box set anyaga Jackson karrierjének legjobb lemezeiből állt össze, főleg a következő hat legfontosabb lemezből: az Off the Wallból, Thrillerből, Badből, Dangerousből, HIStoryból és az Invincible-ből. A P.Y.T. (Pretty Young Thing), Shake a Body, Cheater és a We Are the World eredeti verziója megtálhatóak a lemez demóján is. A box set tartalmaz nyolc korábban kiadatlan dalt, közte a Beautiful Girlt, a The Way You Love Me-t és a We've Had Enough-ot, ezek mind Michael Jackson szerzeményei.

## Ritkaságok
A The Collection című box set tartalmaz néhány dalt, amely már korábban is megjelent:
- A You Can't Win című szám teljes verziója csak 12 hüvelykes lemezen volt elérhető.
- A Someone in the Dark című szám eredetileg a limitált kiadású E.T. Storybook című dupla LP-n jelent meg, az újrakiadását 2001-ben adták ki a Thriller című album speciális kiadásán.
- Mind a Dangerous, mind a Monkey Business megjelent korábban is, de csak a Dangerous című album 2001-es speciális kiadásán.
- A Someone Put Your Hand Out című szám a Pepsi Cola által támogatott kazettán jelent meg Európában, hogy a Dangerous turnéját reklámozza.
- Az On the Line a Ghosts című box seten található, amely 1997-ben jelent meg.

## Számlista
A The Jackson 5 adja elő az 1. lemez 1., 3., 7., 8., 11., 12., 18., és a 19. dalt. Szintén ők adják elő a 2. lemez 8. dalát.
| Számlista | Számlista                               | Számlista | Számlista | Számlista                            | Számlista | Számlista | Számlista                    | Számlista | Számlista | Számlista                | Számlista |
| --------- | --------------------------------------- | --------- | --------- | ------------------------------------ | --------- | --------- | ---------------------------- | --------- | --------- | ------------------------ | --------- |
| 1. lemez  | 1. lemez                                | 1. lemez  | 2. lemez  | 2. lemez                             | 2. lemez  | 3. lemez  | 3. lemez                     | 3. lemez  | 4. lemez  | 4. lemez                 | 4. lemez  |
| #         | Cím                                     | Hossz     | #         | Cím                                  | Hossz     | #         | Cím                          | Hossz     | #         | Cím                      | Hossz     |
| 1.        | I Want You Back                         | 3:00      | 1.        | Wanna Be Startin’ Somethin’          | 6:03      | 1.        | Bad                          | 4:07      | 1.        | You Are Not Alone        | 6:01      |
| 2.        | ABC                                     | 2:58      | 2.        | The Girl Is Mine (Paul McCartneyval) | 3:42      | 2.        | The Way You Make Me Feel     | 4:58      | 2.        | Stranger in Moscow       | 5:45      |
| 3.        | I’ll Be There                           | 3:58      | 3.        | Thriller                             | 5:58      | 3.        | Man in the Mirror            | 5:19      | 3.        | Childhood                | 4:28      |
| 4.        | Got to Be There                         | 3:23      | 4.        | Beat It                              | 4:18      | 4.        | I Just Can’t Stop Loving You | 4:13      | 4.        | On the Line              | 4:53      |
| 5.        | I Wanna Be Where You Are                | 2:57      | 5.        | Billie Jean                          | 4:53      | 5.        | Dirty Diana                  | 4:41      | 5.        | Blood on the Dance Floor | 4:12      |
| 6.        | Ben                                     | 2:45      | 6.        | P.Y.T. (Pretty Young Thing) Demo     | 3:46      | 6.        | Smooth Criminal              | 4:17      | 6.        | Fall Again (Demo)        | 4:22      |
| 7.        | Dancing Machine                         | 2:37      | 7.        | Someone in the Dark                  | 4:54      | 7.        | Cheater (Demo)               | 5:09      | 7.        | In the Back              | 4:31      |
| 8.        | Enjoy Yourself                          | 3:40      | 8.        | State of Shock (Mick Jaggerrel)      | 4:30      | 8.        | Dangerous                    | 6:40      | 8.        | Unbreakable              | 6:26      |
| 9.        | Ease on Down the Road (Diana Ross-szal) | 3:19      | 9.        | Scared of the Moon (Demo)            | 4:41      | 9.        | Monkey Business              | 5:45      | 9.        | You Rock My World        | 5:09      |
| 10.       | You Can’t Win                           | 7:18      | 10.       | We Are the World (Demo)              | 5:20      | 10.       | Jam                          | 5:39      | 10.       | Butterflies              | 4:39      |
| 11.       | Shake a Body                            | 2:09      | 11.       | We Are Here to Change the World      | 2:53      | 11.       | Remember the Time            | 4:00      | 11.       | Beautiful Girl (Demo)    | 4:03      |
| 12.       | Shake Your Body (Down to the Ground)    | 3:44      |           |                                      |           | 12.       | Black or White               | 4:16      | 12.       | The Way You Love Me      | 4:30      |
| 13.       | Don’t Stop ‘til You Get Enough          | 6:04      |           |                                      |           | 13.       | Who Is It                    | 7:57      | 13.       | We’ve Had Enough         | 5:45      |
| 14.       | Rock with You                           | 3:39      |           |                                      |           | 14.       | Someone Put Your Hand Out    | 5:26      |           |                          |           |
| 15.       | Off the Wall                            | 4:06      |           |                                      |           |           |                              |           |           |                          |           |
| 16.       | She’s Out of My Life                    | 3:38      |           |                                      |           |           |                              |           |           |                          |           |
| 17.       | Sunset Driver (Demo)                    | 4:03      |           |                                      |           |           |                              |           |           |                          |           |
| 18.       | Lovely One                              | 4:50      |           |                                      |           |           |                              |           |           |                          |           |
| 19.       | This Place Hotel                        | 5:44      |           |                                      |           |           |                              |           |           |                          |           |

## 5. lemez (DVD) dallistája
| #   | Cím                          |
| --- | ---------------------------- |
| 1.  | Jam                          |
| 2.  | Wanna Be Startin’ Somethin’  |
| 3.  | Human Nature                 |
| 4.  | Smooth Criminal              |
| 5.  | I Just Can’t Stop Loving You |
| 6.  | She’s Out of My Life         |
| 7.  | I Want You Back              |
| 8.  | I’ll Be There                |
| 9.  | Thriller                     |
| 10. | Billie Jean                  |
| 11. | Working Day and Night        |
| 12. | Beat It                      |
| 13. | Will You Be There            |
| 14. | Black or White               |
| 15. | Heal the World               |
| 16. | Man in the Mirror            |

### Limitált japán kiadás
A japán kiadás további öt dalt tartalmaz: a Blame It on the Boogie-t, a Human Nature-t, az Another Part of Me-t, a Heal the Worldöt és a One More Chance-t.

## Helyezések
| Ország             | Legmagasabb helyezés |
| ------------------ | -------------------- |
| Amerika            | 154                  |
| Ausztrália         | -                    |
| Kanada             | 29                   |
| Franciaország      | 29                   |
| Németország        | 37                   |
| Japán              | 47                   |
| Új-Zéland          | -                    |
| Spanyolország      | 29                   |
| Egyesült Királyság | 75                   |